# It Ain't Me
It ain't Me — сингл норвезького ді-джея Kygo та американської співачки Селени Гомес, опублікований 16 лютого 2017 року студією Interscope Records.

## Написання і запис
Сингл написали Kygo, Селена Гомес, Ендрю Ват, Брайан Лі та Алі Тампозі. Під час сесії в студії звукозапису, спочатку автори думали, що трек був убогий. У результаті, Kygo і Shear запропонували продовжити роботу над піснею. Після того, як двоє залишили студію, Тампозі сказав Ватові та Лі грати на гітарі взявши натхнення від групи Fleetwood Mac, розпочавши джем-сесію по 45 хвилин і демо — It ain't Me, простий запис акустичної гітари, в якій співає Тампозі. Після того як, виробники знову повернулися в студію, щоб прослухати демо, Kygo і Ват почали працювати над піснею. За словами Тампозі, це були саме Kygo і Ват, що дали пісні життя. Пісню запропонували Селені Гомес, і це була перша пісня, яку співачка записала після довгої перерви через проблеми зі здоров'ям. Згадуючи сеанси, Тампозі, сказав, що він був вражений участю Селени та її ідеями для композиції.

## Пісня
Музично It ain't Me — це балада тропікал-хауз, з темою ностальгії. У пісні оповідається про жаління однієї жінки попередніх стосунків, зруйнованих через звичку колишнього пити і проводити вечірки занадто часто. Тампозі пояснив, що пісня про жінку, яка знаходить в собі сили відмовитися від цих нездорових відносин. Хоча текст був похмурим, саунд пісні явно стимулює і надихає.

## Музичне відео
Музичне відео, режисер якого Філіп Р. Лопез, було опубліковане 24 квітня 2017 на каналі Vevo Kygo. Він розповідає про аварію на мотоциклі, у якій постраждала закохана пара. Дівчина, яку грає Джордж Фаулер — ціла і неушкоджена, в той час як хлопець був тяжко поранений. Під час коми, його молода кохана завжди залишається на його боці та іноді дає йому слухати музику так, щоб стимулювати його пробудження. Молодий чоловік через ноти, пісні, пожвавлює спогади і щасливі моменти, проведені зі своєю дівчиною, відновлючи свої сили, в результаті чого виходить з коми та пробуджується.

## Комерційні результати
У США It ain't Me дебютував на 93-й позиції в Billboard Hot 100, з продажами 19 000 копій і 1,7 мільйонами трансляцій в перший день. Після першого тижня продажів, пісня піднялася на 12-ту позицію, з 67 000 проданих копій і 15,5 мільйонів трансляцій. It ain't Me став найвідомішим синглом Kygo у США, обігнавши свого сингла Firestone 2014 року, який дістався до 92-го місця. З травня 2017, було продано 484.000 копій пісні в США. Досягнула 10-ї позиції, ставши першою топ-10 Kygo і сьомою Селени.
Пісня дебютувала на 9-й позиції в UK Singles Chart з продажами 31 380 копій у перший тиждень, ставши у Великій Британії другою топ-10 Kygo (після Firestone) і третьою Селени (після Naturally і come & Get It). У результаті вона досягнула 7-го місця на своєму другому тижні з 33 466 копій. В Австралії, It ain't Me дебютував на 9-й сходинці ARIA Singles ставши першим дебютом у топ-10 для двох виконавців і синглом з найбільш високим місцем у країні.

## Треки
- Цифрове завантаження[18]

1. It ain't Me — 3:40 (Кірре Горвелл-Даль, Селена Гомес, Брайан Лі, Алі Тампозі, Ендрю Ват)

- Цифрове завантаження — Тієсто's AFTER: HRS Remix[19]

1. It ain't Me (Tiësto's AFTER: HRS Ремікс) — 3:12

## Рейтинги
| Рейтинг (2017)     | Найвище місце |
| ------------------ | ------------- |
| Австралія          | 4             |
| Австрія            | 2             |
| Бельгія (Фландрія) | 4             |
| Бельгія (Валлонія) | 3             |
| Канада             | 2             |
| Данія              | 2             |
| Фінляндія          | 3             |
| Франція            | 8             |
| Німеччина          | 2             |
| Ірландія           | 2             |
| Італія             | 8             |
| Норвегія           | 1             |
| Нова Зеландія      | 3             |
| Нідерланди         | 3             |
| Польща             | 16            |
| Велика Британія    | 7             |
| Шотландія          | 6             |
| Іспанія            | 6             |
| США                | 10            |
| Швеція             | 2             |
| Швейцарія          | 3             |